# Lea (Pol)
Lea (llamada oficialmente San Bartolomeu de Lea) es una parroquia española del municipio de Pol, en la provincia de Lugo, Galicia.

## Organización territorial
La parroquia está formada por tres entidades de población:
- Curro (O Curro)
- Regueiral (O Regueiral)
- Veiga de Lea (A Veiga de Lea)

## Demografía
| Gráfica de evolución demográfica de Lea entre 2000 y 2020 |
|                                                           |
| Datos según el nomenclátor publicado por el INE.          |